# Lucilia pilosa
Lucilia pilosa este o specie de muște din genul Lucilia, familia Calliphoridae, descrisă de Baranov în anul 1926. Conform Catalogue of Life specia Lucilia pilosa nu are subspecii cunoscute.